# Король Джон (фильм, 1899)
«Король Джон» или, точнее, «Король Иоанн» (англ. King John) — английский художественный фильм, экранизация трёх сцен из одноимённой исторической хроники Шекспира, посвящённой времени правления Иоанна Безземельного.

## Сюжет
Сцена 1-я, «Искушение» (акт 3, сцена 3). Король Иоанн стал правителем Англии в обход прав своего племянника, герцога Бретонского Артура. Мать герцога, Констанция, желая восстановить справедливость, обратилась за помощью к французскому королю Филиппу II, и тот объявил Иоанну Безземельному войну. Однако во время одного из сражений войско Филиппа было разбито, а Артур оказался в плену у английского короля. (Такова предыстория событий, показанных в первом и втором эпизодах.) После этого Иоанн Безземельный подговаривает одного из самых влиятельных своих приближённых, Хьюберта де Бурга, лишить пленника жизни, и де Бург отвечает согласием.
Сцена 2-я, «Оплакивание» (акт 3, сцена 4). Мать Артура оплакивает своего сына.
Сцена 3-я, «Смерть короля Иоанна» (акт 5, сцена 7). Иоанн Безземельный тяжело болен. Его последние минуты омрачают чувство одиночества и нерадостные вести: английские войска, выступившие против Франции, потерпели сокрушительное поражение. Король прощается с родными и приближёнными, после чего уходит из жизни.

## В ролях
| Актёр              | Роль                                       |
| ------------------ | ------------------------------------------ |
| Герберт Бирбом Три | король Иоанн Безземельный                  |
| Дора Таллок        | принц Генрих, сын короля                   |
| Чарльз Сефтон      | Артур, герцог Бретонский, племянник короля |
| Дж. Фишер Уайт     | граф Пембрук                               |
| С. А. Куксон       | граф Солсбери                              |
| Франклин МакЛей    | Хьюберт де Бург                            |
| Льюис Уоллер       | Филипп Фоконбридж                          |

## Судьба фильма
Изначально хронометраж фильма составлял 5 минут, однако до наших дней дошёл лишь фрагмент продолжительностью чуть более минуты. Кроме того, уцелело несколько кадров, которые были опубликованы в журнале «The Sketch».
По данным международной организации «Британский совет», «Король Джон» — наиболее ранняя из дошедших до наших дней экранизаций Шекспира.

## Галерея

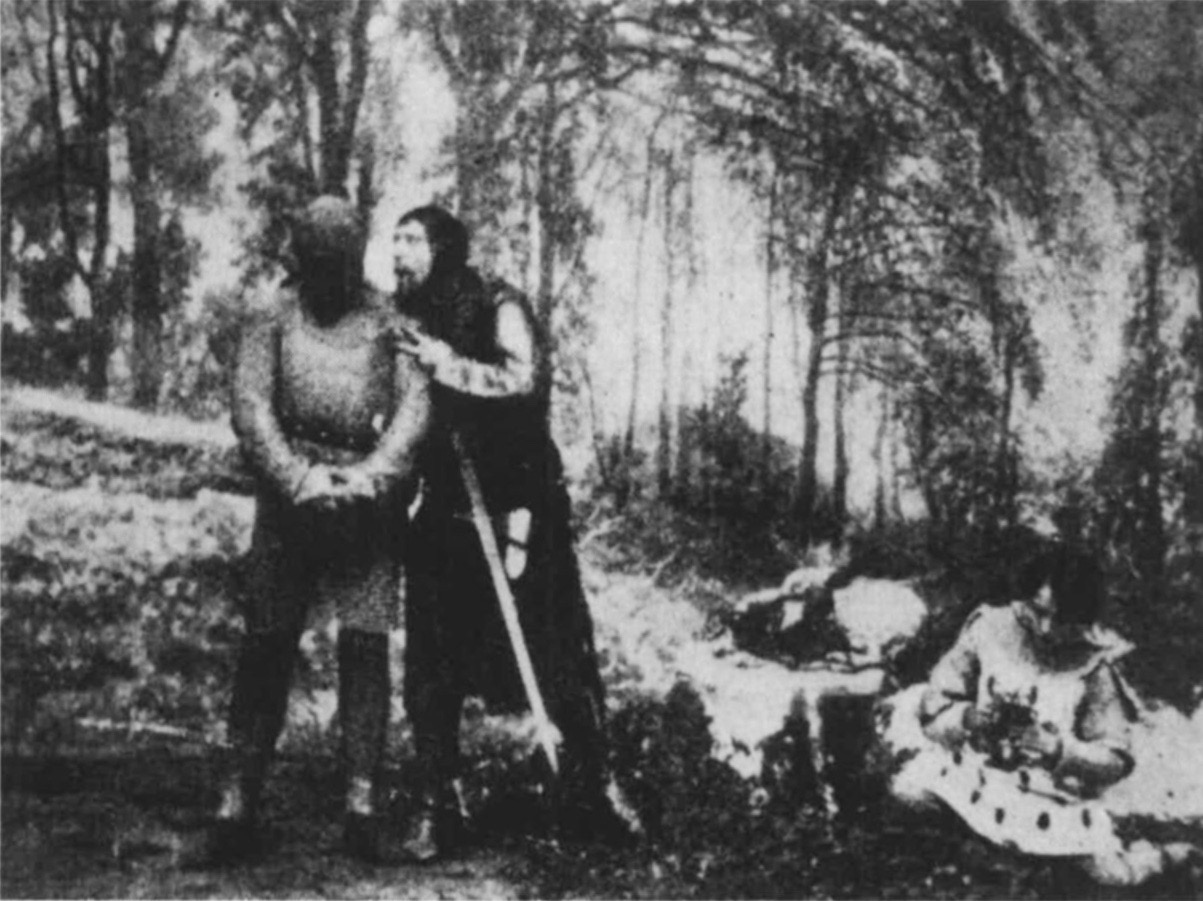
Король подговаривает Хьюберта де Бурга (слева) убить Артура (справа).
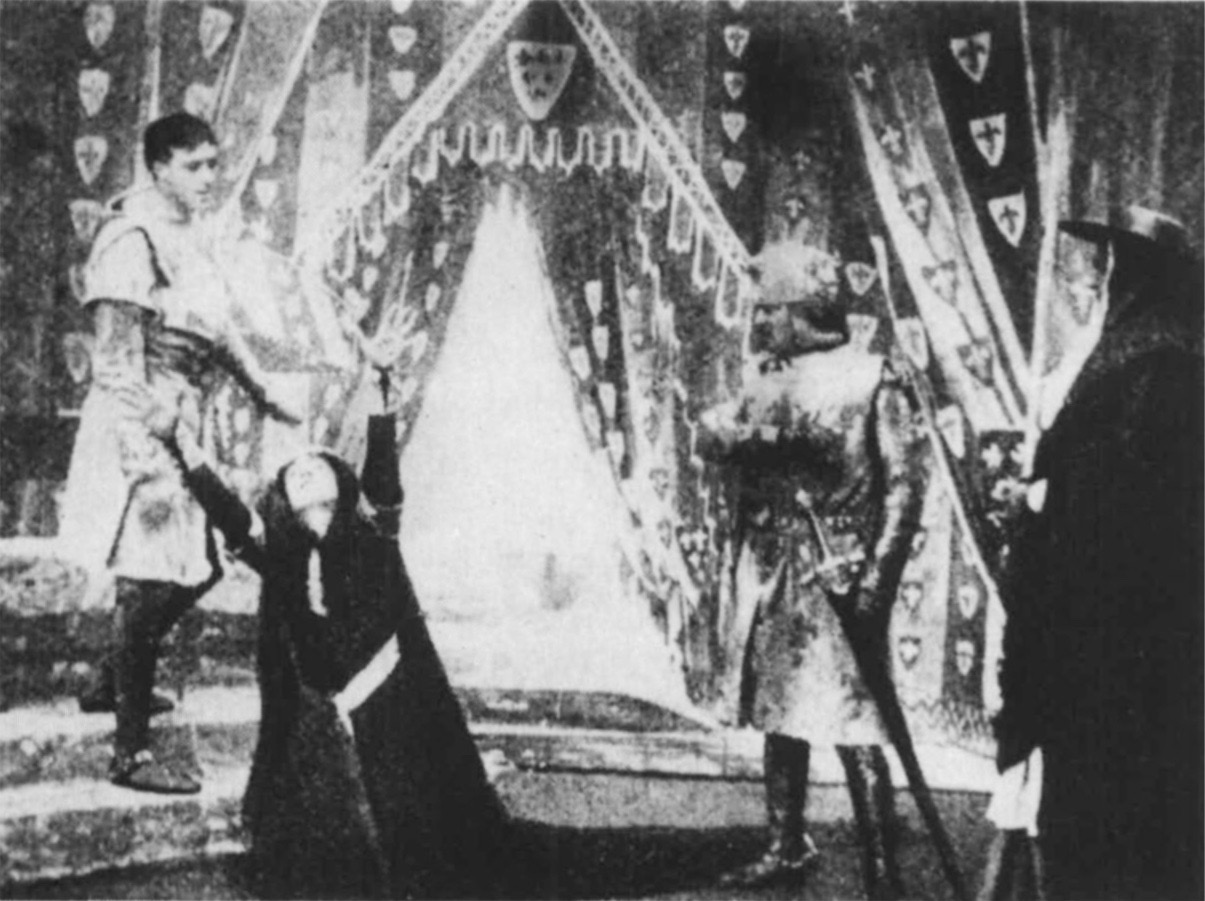
Констанция оплакивает Артура.
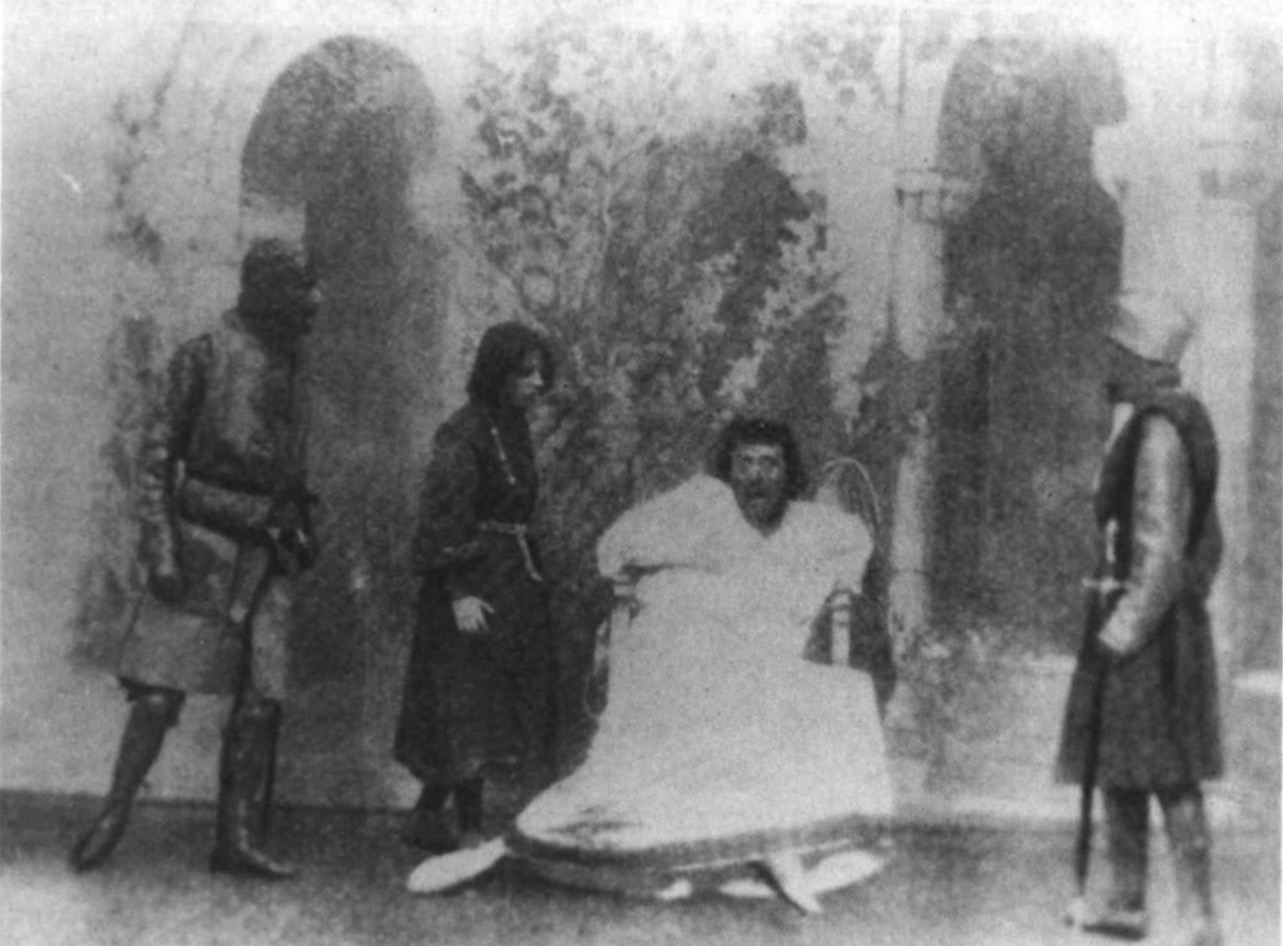
Король обращается с речью к принцу Генриху (справа от короля). Графы Пембрук и Солсбери наблюдают за ними.
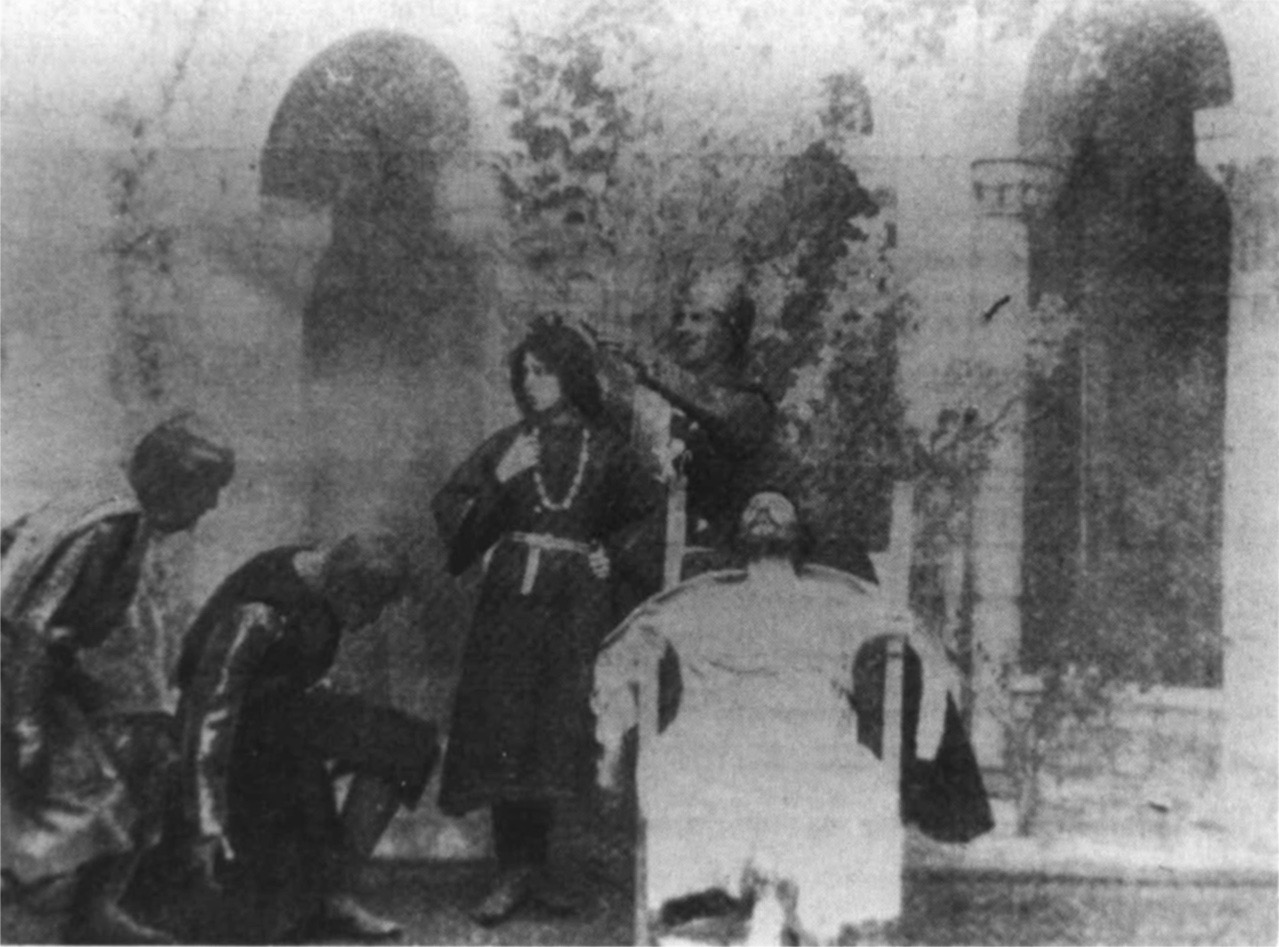
Король мёртв. Фоконбридж возлагает корону на голову принца, который смотрит на коленопреклонённых графов.